# Александровская улица (Озерки)
Алекса́ндровская улица — широтная улица в Выборгском районе Санкт-Петербурга. Проходит от Выборгского шоссе до Верхнего Суздальского озера в историческом районе Озерки. Параллельна Павскому переулку.

## История
Название улицы известно с конца XIX века. Также называлась Александровским переулком. 12 июня 1972 года название было упразднено, а 7 июля 1999 года — восстановлено.

## Пересечения
С востока на запад Александровскую улицу пересекают следующие улицы:
- Выборгское шоссе — Александровская улица примыкает к нему;
- Варваринская улица — примыкание.

## Транспорт
Ближайшая к Александровской улице станция метро — «Озерки» 2-й (Московско-Петроградской) линии (около 500 м по Выборгскому шоссе от начала улицы).
Движение наземного общественного транспорта по улице отсутствует.
Ближайшие к Александровской улице остановочные пункты железной дороги — Озерки (около 650 м по прямой от конца улицы) и Шувалово (около 1,15 км по прямой от конца улицы).

## Общественно значимые объекты
- учреждение дополнительного образования Спортивная детско-юношеская школа олимпийского резерва по акробатике (у примыкания Варваринской улицы) — Выборгское шоссе, дом 34, литера А;
- детский реабилитационный центр[уточнить] (бывшая дача-особняк А. Е. Кудрявцева) — Выборгское шоссе, дом 32, литера А;
- Верхнее Суздальское озеро (напротив конца улицы).